# Penjaringan (onderdistrict)
Penjaringan is een onderdistrict (kecamatan) van Jakarta Utara in het noorden van Jakarta, Indonesië.

## Verdere onderverdeling
Het onderdistrict Penjaringan is verdeeld in 5 kelurahan:
1. Penjaringan, postcode 14430
2. Pluit, postcode 14440
3. Pejagalan, postcode 14450
4. Kapuk Muara, postcode 14460
5. Kamal Muara, postcode 14470

## Bezienswaardigheden
- Galangan Kapal VOC[1]
- Luar Batang moskee (gebouwd in 1739)[2]
- Maritiem Museum
- Het natuurreservaat Muara Angke[3]
- Pantai Mutiara, een strand
- Pasar Ikan, de vismarkt